# Salvagnac-Cajarc
Salvagnac-Cajarc település Franciaországban, Aveyron megyében. Lakosainak száma 361 fő (2022. január 1.). Salvagnac-Cajarc La Capelle-Balaguier, Martiel, Saujac, Cadrieu, Cajarc és Saint-Jean-de-Laur községekkel határos.

## Népesség
A település népessége az elmúlt években az alábbi módon változott:
| Lakosok száma | 257  | 317  | 345  | 405  | 367  | 376  | 378  | 371  | 367  | 361  |
|               | 1968 | 1982 | 1990 | 2006 | 2013 | 2015 | 2017 | 2019 | 2020 | 2022 |